# Kormoran bruzdodzioby
Kormoran bruzdodzioby (Phalacrocorax sulcirostris) – gatunek dużego ptaka z rodziny kormoranów (Phalacrocoracidae). Występuje na obszarze od Indonezji przez Nową Gwineę, Australię i Tasmanię, aż po Nową Zelandię i Nową Kaledonię. Nie jest zagrożony wyginięciem.
TaksonomiaGatunek ten bywał umieszczany w rodzaju Hypoleucos. Nie wyróżnia się podgatunków. Proponowane podgatunki purpuragula i territori nie są obecnie akceptowane.
MorfologiaDługość ciała waha się w przedziale 55–65 cm, rozpiętość skrzydeł 95–105 cm. Masa ciała wynosi 520–1210 g. Czarno ubarwiony. Grzbiet ciała i górna powierzchnia skrzydeł z zielonkawym połyskiem i wzorem przypominającym łuski. W sezonie lęgowym na głowie i szyi widoczne białe plamki. Tęczówki szmaragdowozielone. Dziób szary, smukły, haczykowato zakończony. Krótkie nogi i stopy z błonami pławnymi czarniawe. Samice są podobne do samców. Osobniki młodociane przypominają dorosłe, ale są bardziej brązowe.
StatusIUCN uznaje kormorana bruzdodziobego za gatunek najmniejszej troski (LC, Least Concern) nieprzerwanie od 1988 roku. BirdLife International uznaje trend liczebności populacji za trudny do określenia.